# Carnaval (canção de Maluma)
"Carnaval" é uma canção do artista musical colombiano Maluma. A música é tirada da mixtape PB.DB The Mixtape. Foi lançado como terceiro single da mixtape em 25 de junho de 2014, pela Sony Music Colombia. A canção foi comercialmente bem-sucedida em todos os países da América Latina, atingindo os dez melhores nas paradas na Colômbia e atingindo o pico no número 6 no quadro de músicas do Billboard Mexican Airplay. Mais tarde foi incluído na lista de faixas do segundo álbum de estúdio de Maluma, Pretty Boy, Dirty Boy.

## Videoclipe
O videoclipe de "Carnaval" estreou em 30 de janeiro de 2015 na conta Vevo de Maluma no YouTube. Foi filmado em Lancaster, California e apresenta atriz e modelo Alyssa Arce. O videoclipe foi dirigido por Carlos Perez e superou mais de 215 milhões de visualizações no YouTube.

## Desempenho nas paradas musicais

### Paradas semanais
| Chart (2014)                       | Maior posição |
| ---------------------------------- | ------------- |
| Colômbia (National-Report)         | 8             |
| EUA (Latin Rhythm Airplay)         | 20            |
| México (Billboard Mexican Airplay) | 6             |